# 橋下村

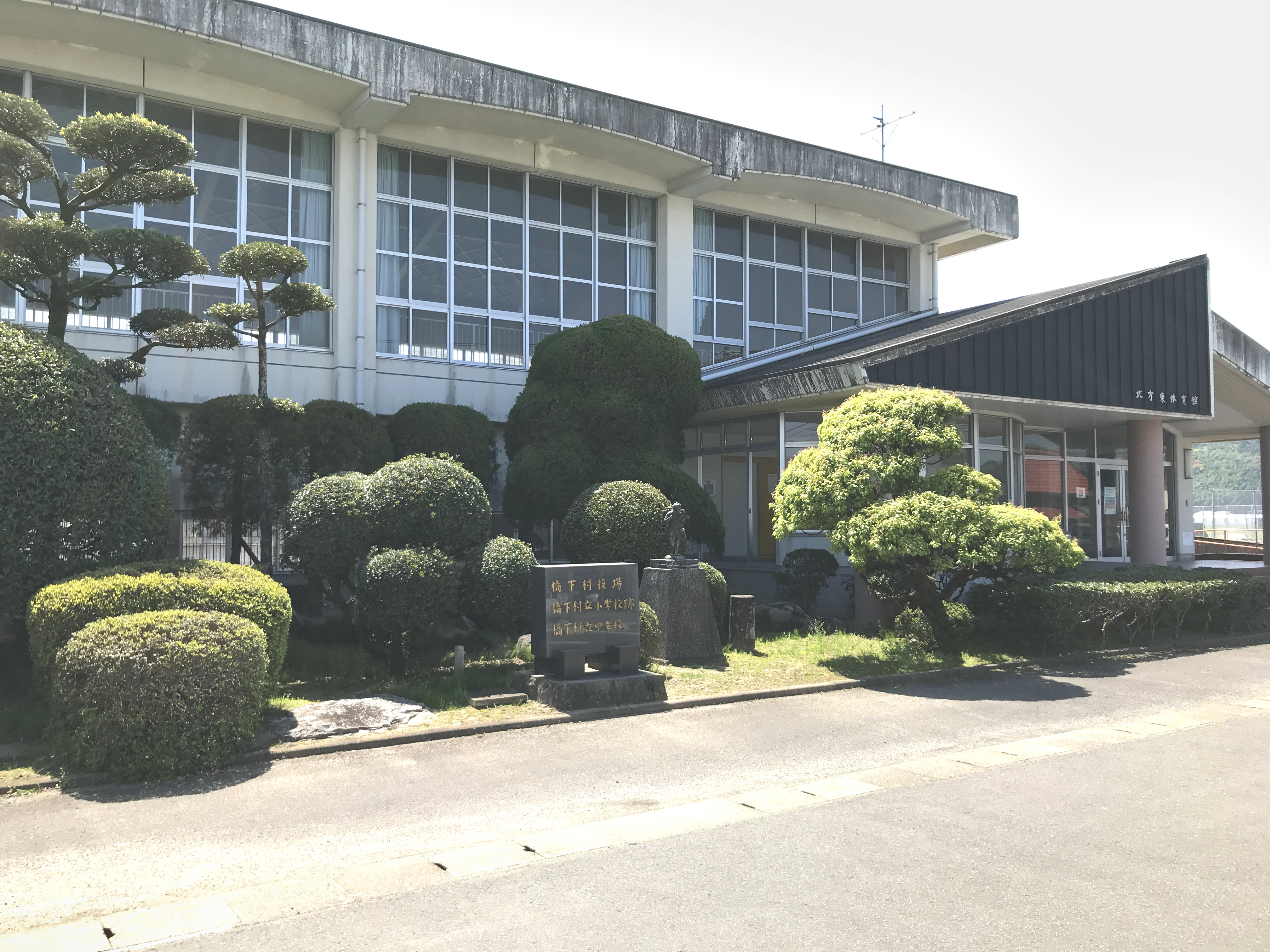
橋下村役場・橋下村立小学校・橋下村立中学校跡記念碑（武雄市北方町大渡の北方東体育館）

橋下村（はししもむら）は、佐賀県杵島郡にあった村。現在の武雄市、杵島郡白石町の一部にあたる。

## 地理
杵島山北麓から六角川の南岸にかけて位置していた。

## 歴史
- 1889年（明治22年）4月1日、町村制の施行により、杵島郡大渡村、芦原村（一部、元射場・成瀬を除く）が合併して村制施行し、橋下村が発足[1][2][3]。旧村名を継承した大渡、芦原の2大字を編成[2]。
- 1956年（昭和31年）4月1日、村域を二分割し、大字芦原と大渡（一部）は杵島郡北方町に編入[1][2]。大字大渡の喜佐木・鳥巣・岡崎・下蓑具は杵島郡白石町に編入され橋下村は廃止された[1][2]。合併後、北方町大字芦原・大渡、白石町大字大渡となる[2]。

### 地名の由来
六角川に架かる新橋宿の渡しの下流に位置するためか。

## 産業
- 農業、運輸[3]